# 大克納爾斯泰因山

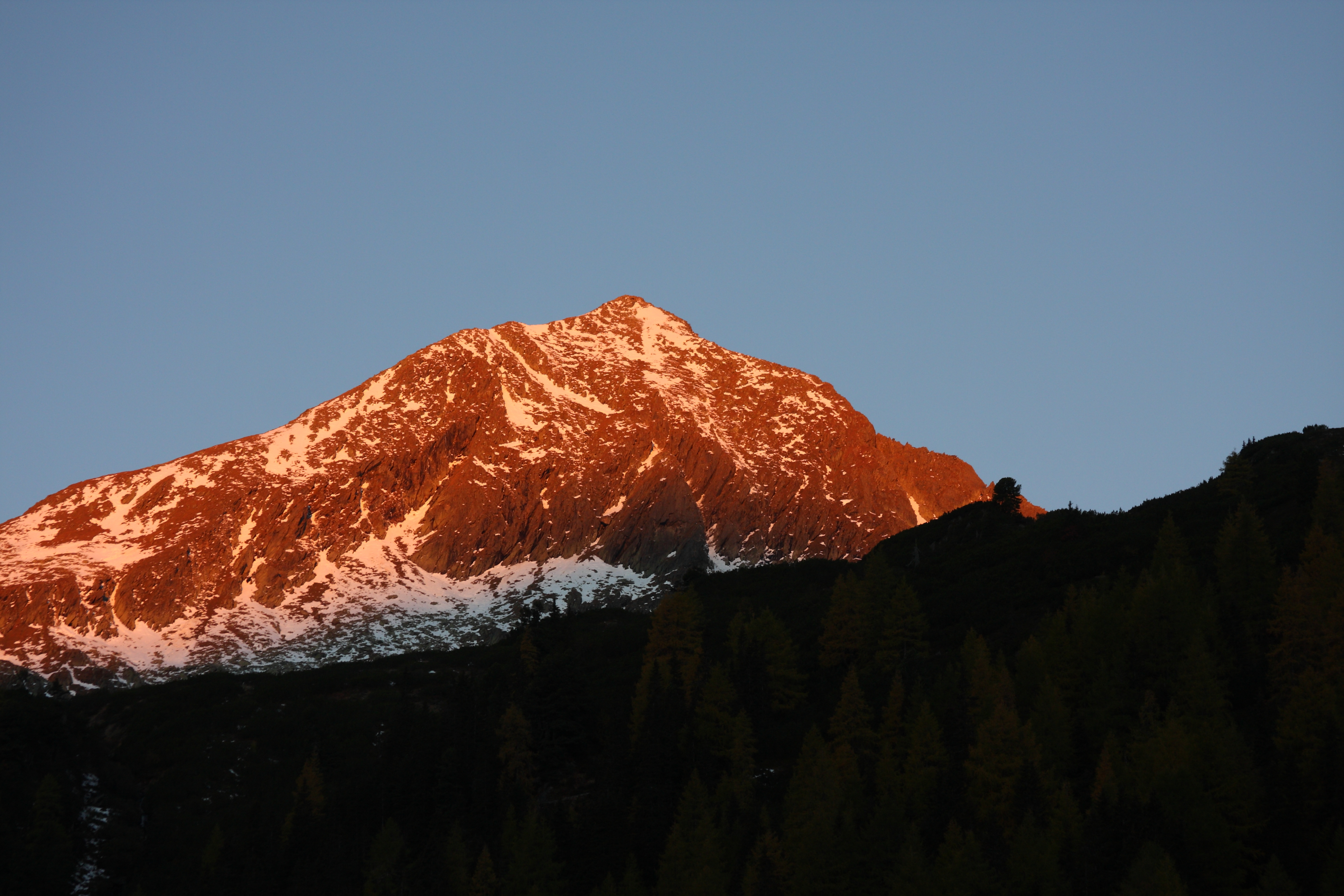

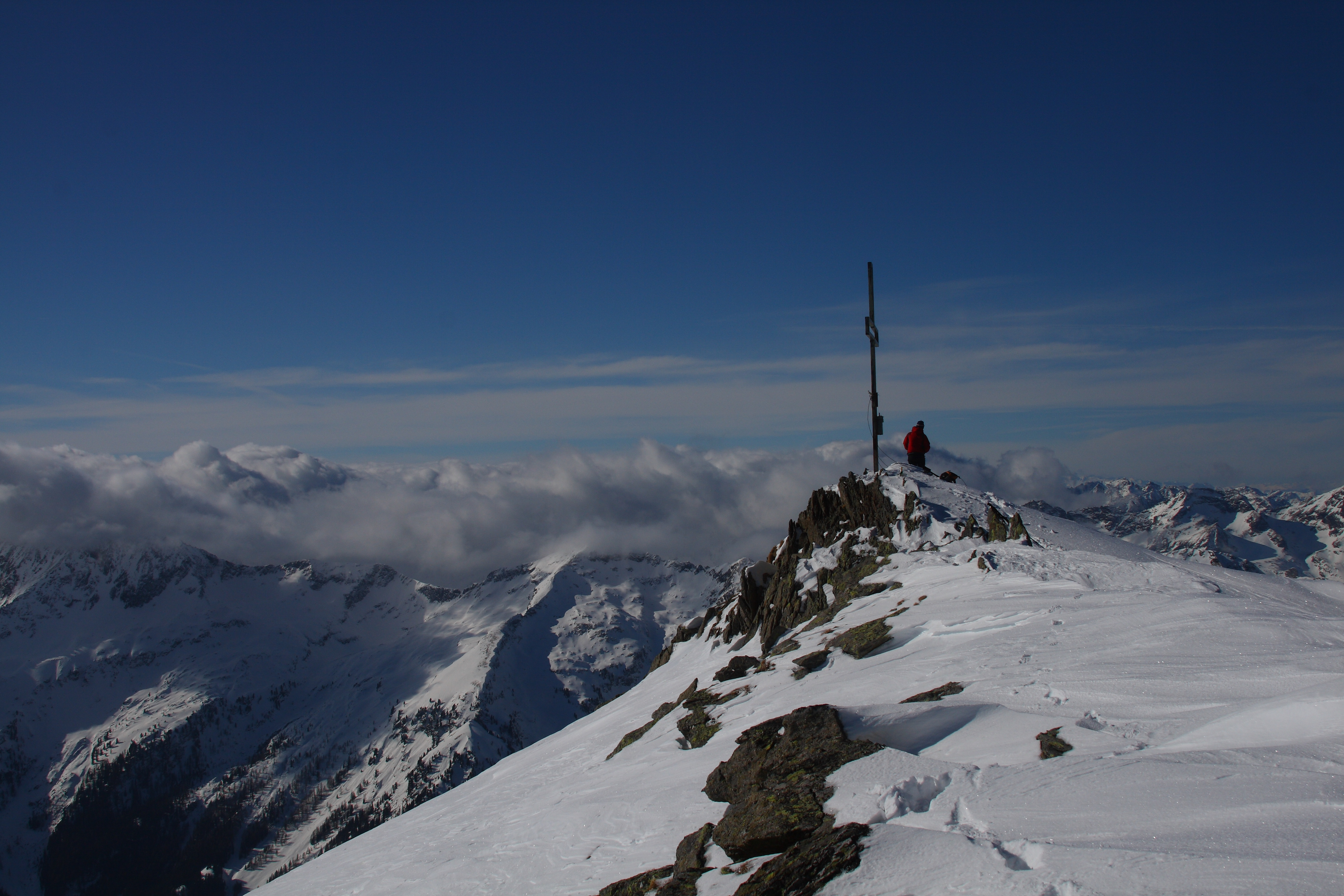

47°19′13″N 13°58′33″E / 47.32028°N 13.97583°E
大克納爾斯泰因山（德語：Großer Knallstein），是奧地利的山峰，位於該國東南部，由施泰爾馬克州負責管轄，屬於施拉德明陶恩山脈的一部分，距離霍赫維爾德施泰勒山10.7公里，海拔高度2,599米，每年平均降雨量1,759毫米。